# Progress MS-10
Chronologie
Progress MS-09 Progress MS-11
Progress MS-10 (en russe : Прогресс МС-10) est une mission de ravitaillement russe de la Station spatiale internationale (ISS/SSI), réalisée grâce au cargo russe éponyme Progress MS. Le décollage a eu lieu le 16 novembre 2018, depuis le cosmodrome de Baïkonour, au Kazakhstan, à l'aide d'un lanceur Soyouz-FG. Ce vaisseau est identifié par la NASA sous le nom « Progress 71P ».

## Contexte
Le vaisseau cargo Progress fut développé en Union Soviétique dans les années 70, pour permettre le ravitaillement des équipages des stations Saliout, devant ainsi le premier vaisseau cargo de l'histoire. Développé sur la base du vaisseau habité Soyouz, dont il partage de nombreuses caractéristiques, il effectua son premier vol en 1978, vers la station Saliout 6. Par la suite, il desservira également la station Saliout 7, puis Mir. Dans les années 90, le cargo sera équipé d'une petite capsule permettant le retour de fret sur Terre, dénommée VBK-Radouga, qui fut utilisée à 10 reprises. Au début des années 2000, Progress M1-5 désorbita la station Mir, et les vols du cargo furent entièrement redirigés vers la desserte de la Station spatiale internationale.
Au fil des années, plusieurs versions du vaisseau furent développées. La version initiale 7K-TG initiale fut remplacée en 1989 par le Progress-M (« Modernisé »), qui verra l'ajout notable de panneaux solaires. En 2000, Progress-M1 verra le jour, conçu pour transporter plus de carburant, au détriment des autres ressources, il ne volera que durant 4 ans. En 2008, Progress M-M volera pour la première fois, avec ses nouveaux systèmes de bord numériques. Finalement, il sera remplacé par le Progress MS, disposant de diverses améliorations, telles que :
- L'ajout d'un compartiment externe permettant l'éjection de microsatellites et CubeSats. C'est le vol de Progress MS-03 qui sera le premier à l'utiliser.
- Le remplacement du système radio Kvant-V ukrainien par un Système de Commandes et de Télémétrie Unifié (EKTS).
- L'amélioration de la protection contre les micrométéorites, et l'ajout de systèmes de secours pour le mécanisme d'amarrage.

## Mission

### Préparation et lancement
Le lancement, initialement prévu le 22 février 2018 lors de l'établissement du calendrier de la station en 2014 a d'abord été reporté en août, puis en octobre de la même année. Toutefois, à la suite de l'accident survenu lors du lancement du vol habité Soyouz MS-10, le décollage de Progress fut reporté au 16 novembre 2018.
Le cargo fut lancé à bord d'une Soyouz-FG, qui diffère des Soyouz-2.1a utilisées habituellement pour l'envoi des vaisseaux Progress. La version FG était alors uniquement utilisée pour les vols habités, et sa mise à la retraite approchant rapidement, il était nécessaire de vider au plus vite les stocks de lanceurs restants. Lancer une mission Progress sur Soyouz-FG permettait d'utiliser l'un de ces lanceurs restants.
Progress MS-10 décolla à 18h14 TU du Complexe Gagarine (Site 1/5), du cosmodrome de Baïkonour, au Kazakhstan.

### Amarrage et mission orbitale
Progress MS-10 s'est amarré au port arrière de Zvezda le 18 novembre 2018, après avoir réalisé un voyage de 34 orbites pour rejoindre la station. Une fois sa mission terminée, le cargo s'est désamarré de l'ISS le 4 juin 2019, et est parti brûler dans l'atmosphère au-dessus de l'Océan Pacifique.

## Galerie

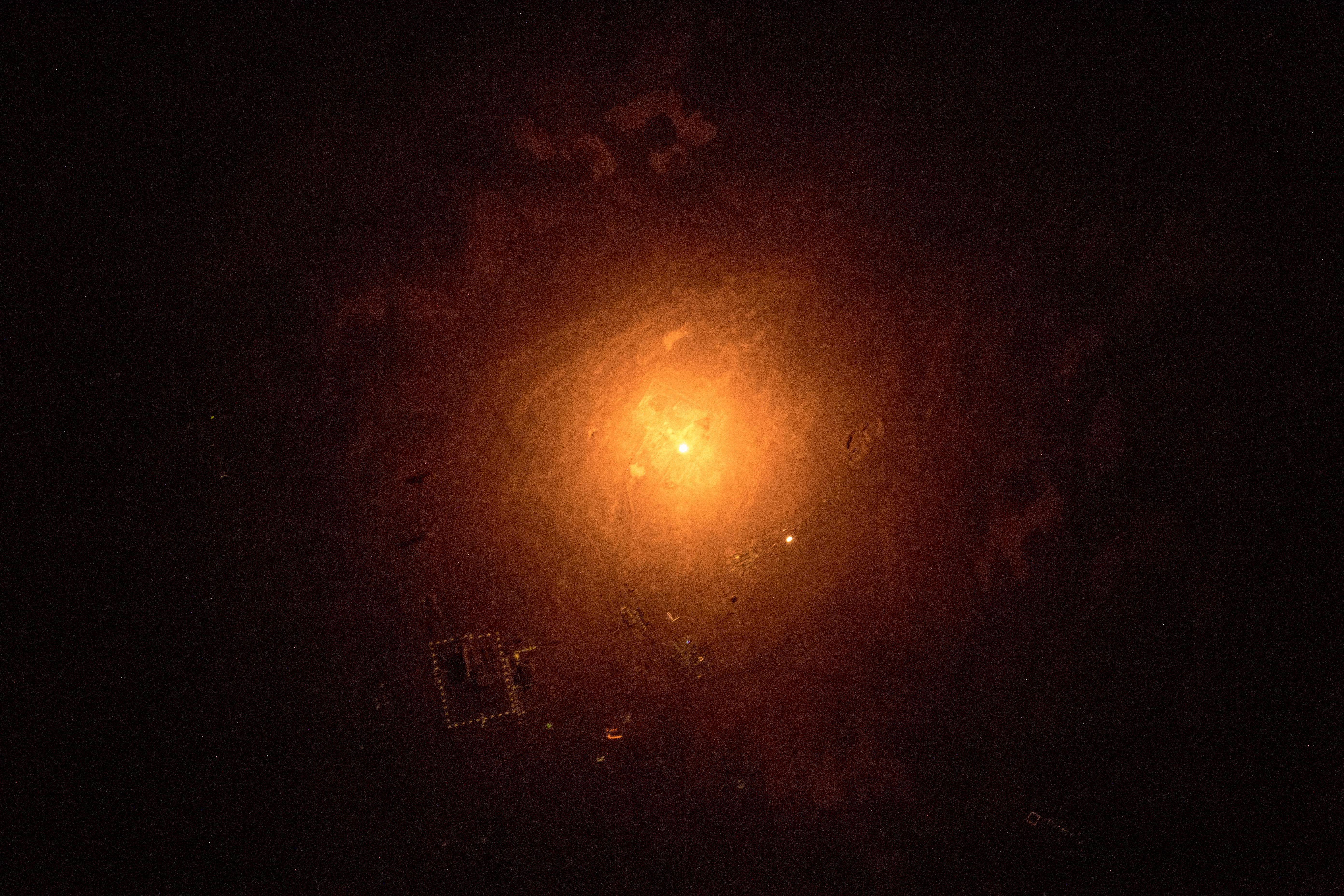
Décollage de Progress MS-10 observé depuis l'ISS
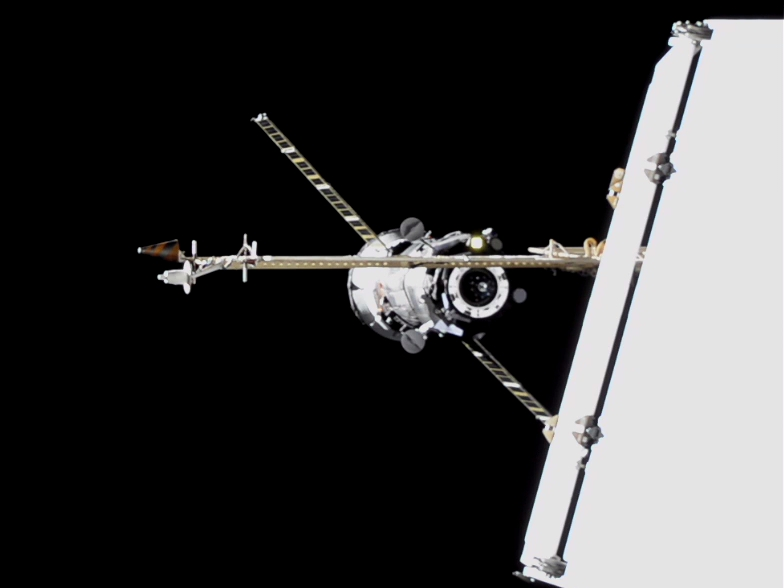
Approche du vaisseau